# 哈布斯堡尼德兰
哈布斯堡尼德兰（荷蘭語：Habsburgse Nederlanden）是哈布斯堡家族控制下的神圣罗马帝国和低地国家组成的一个采邑制共主邦联，之后成为西班牙帝国下的西属尼德兰。1482年随着瓦卢瓦王朝的勃艮第公爵勇士查理去世，勃艮第统治尼德兰时代也随之结束。1556年政权交替给予哈布斯堡王朝西班牙支系，成立十七省联盟，隶属于西班牙帝国。1581年通过荷兰独立宣言，七省表示脱离西班牙的统治，余下的尼德兰南部组成奥属尼德兰，这部分最终1795年被法兰西第一共和国吞并。

## 地理
哈布斯堡尼德兰大抵上是指1482年至1581年覆盖低地国家的整个地缘政治实体（即现今的荷兰，比利时，卢森堡和法国北加来海峡省）。在菲利普三世的统治下，尼德兰开始快速扩张。佛兰德伯国，阿图瓦伯国和梅赫伦领地，那慕尔伯国，荷兰伯国，泽兰伯国和埃诺伯国，布拉班特公国，林堡公国和卢森堡公国在这位瓦卢瓦 - 勃艮第君主统治下形成共主邦联，表现成为国会形式。勃艮第的财产中心在布拉班特省布鲁塞尔，勃艮第公爵在那里处理国事。瓦盧瓦勃艮第王朝的末代勃艮第公爵勇士查理收服了海尔德兰伯国和聚特芬伯国，希望和哈布斯堡王朝的德意志国王腓特烈三世的子女通婚，并因此得到哈布斯堡的王位头衔。可惜卷入了勃艮第战争并在南锡战役中丧生。

## 历史
在1482年勃艮第的玛丽过世之后，她的财产包括勃艮第统治下的尼德兰交接给她的儿子费利佩一世，他的父亲马克西米利安一世1493年当上神圣罗马皇帝，费利佩一世作为其直系后裔，因此开启了哈布斯堡家族统治尼德兰的时代。尽管有弗拉芒起义以及第二次乌特勒支内战，但在世纪之交这两个领域已经被西班牙统治者安抚。费利佩一世的儿子查理五世出生在根特，六岁起继承王位，他的祖父马克西米利安一世于是将这一片区域加入勃艮第圈，此后在遥远的帝国西部，给予这片领域一定的自治权。当查理五世1515年达到足够的年龄后，开始成为哈布斯堡尼德兰的真正统治者。他收服了上艾瑟尔和乌特勒支主教区，从下萨克森公爵乔治那里购买了弗里斯兰，并再次得到格罗宁根和海尔德兰。他的十七省同盟确定于1548年的勃艮第协议，在神圣罗马帝国的奥格斯堡的帝国会议中确认了尼德兰一定的自治权，在接下来的1549年实用法令中，将十七省从帝国和法国的版图中正式分割出来。
通过1522年与他的弟弟斐迪南一世继承条约，查理五世成立了奥地利大公国和哈布斯堡王朝的西班牙分支。1556年退位后十七省落到了西班牙王室手中。由于查尔斯的儿子西班牙继任国王费利佩二世专制制度和天主教的迫害引发了荷兰起义和八十年战争。西班牙在尼德兰北部省份的统治越来越脆弱。终于在1579年北方各省设立乌得勒支同盟，1581年他们通过荷兰独立宣言法案，宣布自己为独立的七个联合省，即七省共和国。
1581年分裂之后，尼德兰南方各省保持在哈布斯堡王朝统治下直到法国爆发大革命战争。之后西班牙哈布斯堡王朝绝嗣又引发了西班牙王位继承战争，1715年南方各省开始了被称为奥属尼德兰的时代。
| 欧洲低地国家的历史                                                                        | 欧洲低地国家的历史                                                                        | 欧洲低地国家的历史                                                                        | 欧洲低地国家的历史                                                                        | 欧洲低地国家的历史                                                      | 欧洲低地国家的历史                                                      | 欧洲低地国家的历史                                                      | 欧洲低地国家的历史                                                      | 欧洲低地国家的历史                                                      |
| ----------------------------------------------------------------------------------------- | ----------------------------------------------------------------------------------------- | ----------------------------------------------------------------------------------------- | ----------------------------------------------------------------------------------------- | ----------------------------------------------------------------------- | ----------------------------------------------------------------------- | ----------------------------------------------------------------------- | ----------------------------------------------------------------------- | ----------------------------------------------------------------------- |
| 弗里斯人                                                                                  |                                                                                           |                                                                                           | 贝尔盖人                                                                                  | 贝尔盖人                                                                | 贝尔盖人                                                                | 贝尔盖人                                                                | 贝尔盖人                                                                | 贝尔盖人                                                                |
|                                                                                           | 卡纳内 菲特人                                                                             | 沙马维人、土班特人                                                                        | 沙马维人、土班特人                                                                        | 比利时高卢 （前55年–约公元5世纪） 下日耳曼尼亚 （公元83年–约公元5世纪） | 比利时高卢 （前55年–约公元5世纪） 下日耳曼尼亚 （公元83年–约公元5世纪） | 比利时高卢 （前55年–约公元5世纪） 下日耳曼尼亚 （公元83年–约公元5世纪） | 比利时高卢 （前55年–约公元5世纪） 下日耳曼尼亚 （公元83年–约公元5世纪） | 比利时高卢 （前55年–约公元5世纪） 下日耳曼尼亚 （公元83年–约公元5世纪） |
|                                                                                           | 卡纳内 菲特人                                                                             | 撒利法兰克人                                                                              |                                                                                           | 巴达维人                                                                | 巴达维人                                                                |                                                                         |                                                                         |                                                                         |
| （无人定居） （约4世纪–5世纪）                                                            | （无人定居） （约4世纪–5世纪）                                                            | 撒克逊人                                                                                  | 撒利法兰克人 （约4世纪–5世纪）                                                            | 撒利法兰克人 （约4世纪–5世纪）                                          | 撒利法兰克人 （约4世纪–5世纪）                                          |                                                                         |                                                                         |                                                                         |
| 帕拉瓦王朝 （约6世纪–734年）                                                              | 帕拉瓦王朝 （约6世纪–734年）                                                              |                                                                                           | 法兰克王国 （481年–843年）—加洛林帝国 （800–843年）                                       | 法兰克王国 （481年–843年）—加洛林帝国 （800–843年）                     | 法兰克王国 （481年–843年）—加洛林帝国 （800–843年）                     | 法兰克王国 （481年–843年）—加洛林帝国 （800–843年）                     | 法兰克王国 （481年–843年）—加洛林帝国 （800–843年）                     | 法兰克王国 （481年–843年）—加洛林帝国 （800–843年）                     |
| 帕拉瓦王朝 （约6世纪–734年）                                                              | 帕拉瓦王朝 （约6世纪–734年）                                                              | 奥斯特拉西亚 （511年–687年）                                                              |                                                                                           |                                                                         |                                                                         |                                                                         |                                                                         |                                                                         |
|                                                                                           |                                                                                           |                                                                                           |                                                                                           |                                                                         |                                                                         |                                                                         |                                                                         |                                                                         |
|                                                                                           |                                                                                           |                                                                                           |                                                                                           |                                                                         |                                                                         |                                                                         |                                                                         |                                                                         |
| 中法兰克王国 （843年–855年）                                                              | 中法兰克王国 （843年–855年）                                                              | 中法兰克王国 （843年–855年）                                                              | 中法兰克王国 （843年–855年）                                                              | 中法兰克王国 （843年–855年）                                            | 西 法兰克王国 （843年–）                                                |                                                                         |                                                                         |                                                                         |
| 洛泰尔王国 （855年–959年） 下洛塔林吉亚公国 （959年–）                                    |                                                                                           |                                                                                           |                                                                                           |                                                                         | 西 法兰克王国 （843年–）                                                |                                                                         |                                                                         |                                                                         |
| 弗里西亞                                                                                  |                                                                                           |                                                                                           |                                                                                           |                                                                         |                                                                         |                                                                         |                                                                         |                                                                         |
| 弗里西亚 自由时期 （11世纪–16 世纪)                                                       | 荷兰 伯国 （880年– 1432年）                                                               | 乌得勒支 主教区 （695年–1456年）                                                          | 布拉班特 公国 （1183年–1430年） 海尔德 公国 （1046年–1543年）                             | 布拉班特 公国 （1183年–1430年） 海尔德 公国 （1046年–1543年）           | 佛兰德 伯国 （862年– 1384年）                                           | 埃诺 伯国 （1071年– 1432年） 那慕尔 伯国 （981年– 1421年）              | 列日 主教区 （980年– 1794年）                                           | 卢森堡 公国 （1059年– 1443年）                                          |
|                                                                                           | 勃艮第属尼德兰 （1384年–1482年）                                                          |                                                                                           |                                                                                           |                                                                         |                                                                         |                                                                         |                                                                         |                                                                         |
|                                                                                           | 哈布斯堡尼德兰 （1482年–1795年） （1543年后称十七省）                                     |                                                                                           |                                                                                           |                                                                         |                                                                         |                                                                         |                                                                         |                                                                         |
| 尼德兰七省共和国 （1581年–1795年）                                                        | 尼德兰七省共和国 （1581年–1795年）                                                        | 尼德兰七省共和国 （1581年–1795年）                                                        | 尼德兰七省共和国 （1581年–1795年）                                                        | 西属尼德兰 （1556年–1714年）                                            | 西属尼德兰 （1556年–1714年）                                            | 西属尼德兰 （1556年–1714年）                                            |                                                                         |                                                                         |
|                                                                                           |                                                                                           |                                                                                           |                                                                                           | 奥属尼德兰 （1714年–1795年）                                            |                                                                         |                                                                         |                                                                         |                                                                         |
|                                                                                           |                                                                                           |                                                                                           |                                                                                           | 比利时合众国 （1790年）                                                 | 比利时合众国 （1790年）                                                 | 比利时合众国 （1790年）                                                 | 列日 共和国 （1789年– 1791年）                                          |                                                                         |
|                                                                                           |                                                                                           |                                                                                           |                                                                                           |                                                                         |                                                                         |                                                                         |                                                                         |                                                                         |
| 巴达维亚共和国 （法国傀儡国，1795年–1806年） 荷兰王国（法） （法国傀儡国，1806年–1810年） | 巴达维亚共和国 （法国傀儡国，1795年–1806年） 荷兰王国（法） （法国傀儡国，1806年–1810年） | 巴达维亚共和国 （法国傀儡国，1795年–1806年） 荷兰王国（法） （法国傀儡国，1806年–1810年） | 巴达维亚共和国 （法国傀儡国，1795年–1806年） 荷兰王国（法） （法国傀儡国，1806年–1810年） | 属法兰西第一共和国 （1795年–1804年） 属法兰西第一帝国 （1804年–1815年） | 属法兰西第一共和国 （1795年–1804年） 属法兰西第一帝国 （1804年–1815年） | 属法兰西第一共和国 （1795年–1804年） 属法兰西第一帝国 （1804年–1815年） | 属法兰西第一共和国 （1795年–1804年） 属法兰西第一帝国 （1804年–1815年） | 属法兰西第一共和国 （1795年–1804年） 属法兰西第一帝国 （1804年–1815年） |
|                                                                                           |                                                                                           |                                                                                           |                                                                                           |                                                                         |                                                                         |                                                                         |                                                                         |                                                                         |
| 联合尼德兰主权公国 (1813年–1815年)                                                        |                                                                                           |                                                                                           |                                                                                           |                                                                         |                                                                         |                                                                         |                                                                         |                                                                         |
| 荷蘭聯合王國 （1815年–1830年）                                                            | 荷蘭聯合王國 （1815年–1830年）                                                            | 荷蘭聯合王國 （1815年–1830年）                                                            | 荷蘭聯合王國 （1815年–1830年）                                                            | 荷蘭聯合王國 （1815年–1830年）                                          | 荷蘭聯合王國 （1815年–1830年）                                          | 荷蘭聯合王國 （1815年–1830年）                                          | 荷蘭聯合王國 （1815年–1830年）                                          | 卢森堡 大公国 (1815年–)                                                 |
| 荷兰王国 （1839年–今）                                                                    | 荷兰王国 （1839年–今）                                                                    | 荷兰王国 （1839年–今）                                                                    | 荷兰王国 （1839年–今）                                                                    | 比利时王国 （1830年–今）                                                | 比利时王国 （1830年–今）                                                | 比利时王国 （1830年–今）                                                | 比利时王国 （1830年–今）                                                | 卢森堡 大公国 (1815年–)                                                 |
|                                                                                           |                                                                                           |                                                                                           |                                                                                           |                                                                         |                                                                         |                                                                         |                                                                         | 卢森堡 大公国 （1890年–今） （完全独立）                                |

## 统治者
- 1482–1506 美男子腓力作为勃艮第公爵、法蘭德斯伯爵
- 1506–1556 奧地利的查理作为勃艮第公爵，1522年作为西班牙国王
- 1556–1581 腓力二世作为西班牙国王

哈布斯堡尼德兰统治者列表 (荷兰省督或州长)：
- 1506–1507 William de Croÿ, Duke of Aarschot|Marquis d'Aerschot
- 1507–1530 奥地利的玛格丽特
- 1531–1555 匈牙利的瑪麗亞
- 1555–1559 萨伏依公爵埃马努埃莱·菲利贝托
- 1559–1567 帕爾馬的瑪格麗特
- 1567–1573 费尔南多·阿尔瓦雷斯·德·托莱多，第三代阿尔瓦公爵
- 1573–1576 Luis de Requesens y Zúñiga
- 1576–1578 奥地利的唐胡安
- 1578–1581 帕爾馬公爵亞歷山德羅·法爾內塞

1578年荷兰反叛份子任命马蒂亚斯为统治者，但他在1581年荷兰放弃法案之前辞职